# ديف ماير
ديف ماير (بالإنجليزية: Dave Meier)‏ هو لاعب كرة قاعدة أمريكي، ولد في 8 أغسطس 1959 في هيلينا في الولايات المتحدة.

## وصلات خارجية
- ديف ماير على موقعبيزبول رفرنس.كوم (الدوري الرئيسي) (الإنجليزية)
- ديف ماير على موقع مشجعي الرسوم البيانية (الإنجليزية)